# Председатель Кабинета министров Чувашской Республики
По действующей Конституции Чувашской Республики, принятой Государственным Советом Чувашской Республики 30 ноября 2000 года, должностным лицом Чувашской Республики, непосредственно возглавляющим работу правительства Чувашской Республики — Кабинет министров Чувашской Республики, является Председатель Кабинета Министров Чувашской Республики.
Кандидатура Председателя Правительства предлагается Главой Чувашской Республики с согласия Государственного совета Чувашской Республики. Предложение о кандидатуре Председателя Кабинета министров Чувашской Республики вносится в Государственный совет Чувашской Республики Главой Чувашской Республики не позднее 20 дней после вступления в должность Главы Чувашской Республики или после отставки Кабинета Министров Чувашской Республики. В случае отклонения Государственным Советом Чувашской Республики представленной кандидатуры Глава Чувашской Республики в срок не позднее чем через 15 дней вносит на согласование Государственному совету Чувашской Республики новую кандидатуру. Государственный совет Чувашской Республики рассматривает представленную Главой Чувашской Республики кандидатуру в течение 14 дней.
Председатель Кабинета Министров Чувашской Республики в соответствии с Конституцией Российской Федерации, федеральными законами, Конституцией Чувашской Республики, законами Чувашской Республики, указами Главы Чувашской Республики определяет направления деятельности Кабинета Министров Чувашской Республики и организует его работу.

## Председатели Кабинета министров
| 1  | Аблякимов Энвер Азизович     |  | январь 1994 — январь 1998        | КПСС                | крымский татарин |
| 2  | Кураков Лев Пантелеймонович  |  | январь 1998 — июль 1998          |                     | чуваш            |
| 3  | Аблякимов Энвер Азизович     |  | июль 1998 — декабрь 2001         |                     | крымский татарин |
| 4  | Партасова Наталия Юрьевна    |  | январь 2002 — апрель 2004        |                     | чувашка          |
| 5  | Гапликов Сергей Анатольевич  |  | апрель 2004 — апрель 2010        | Единая Россия       | русский          |
| 6  | Суслонова Нина Владимировна  |  | 8 апреля 2010 — февраль 2011     |                     | чувашка          |
| 7  | Макаров Олег Витальевич      |  | 23 марта 2011 — 9 декабря 2011   |                     | чуваш            |
| 8  | Моторин Иван Борисович       |  | 9 декабря 2011 — 6 февраля 2020  | Единая Россия       | чуваш            |
| 9  | Николаев Олег Алексеевич     |  | 6 февраля 2020 — 28 февраля 2025 | Справедливая Россия | чуваш            |
| 10 | Артамонов Сергей Геннадьевич |  | с 28 февраля 2025                | Единая Россия       | чуваш            |